# アリソン・ラムセス・ベッカー
- アリソン・ベッカー
- アリソン・ベッケル
- アリソン・ベケル

アリソン・ラムセス・ベッカー（Alisson Ramses Becker, 1992年10月2日 - ）は、ブラジル・リオグランデ・ド・スル州ノヴォ・アンブルゴ出身のサッカー選手。プレミアリーグ・リヴァプールFC所属。ブラジル代表。ポジションはGK。
5歳上の兄のムリエウも、SCインテルナシオナルなどでプレーしたゴールキーパー。

## クラブ経歴

### インテルナシオナル
リオグランデ・ド・スル州ノヴォ・アンブルゴで生まれ、2002年、10歳の時にSCインテルナシオナルのアカデミーに加入した。U-23チームでレギュラーとしてプレーし、2013年2月17日にカンピオナート・ガウショのクルゼイロEC戦でデビューした。2013年8月25日のゴイアスEC戦に出場し、カンピオナート・ブラジレイロ・セリエA初出場を果たした。デビューシーズンは、兄のムリエウ・ベッカーのバックアップとして、アヘノール・デトフォルと第2GKの立場を争い、6試合に出場した。
2014年シーズンには、グレミオFBPAから移籍してきたブラジルの名ゴールキーパーのジーダとポジションを争った。2014年10月からレギュラーの座を勝ち取り、11試合に出場した。2015年シーズンには、不動の守護神となり、公式戦57試合に出場した。2016年2月4日、セリエAのASローマに移籍することが報じられた。5月15日、ローマ移籍前の最後の試合となったシャペコエンセ戦でクリーンシートを記録した。インテルナシオナルでは、100試合以上に出場し、全てのシーズンでカンピオナート・ガウショを制した。

### ローマ
2016年7月6日、セリエA・ASローマへ5年契約で完全移籍。2016年8月17日、UEFAチャンピオンズリーグ・プレーオフのFCポルト戦でローマでの公式戦初出場を果たした。2016-17シーズンはアーセナルよりレンタルで加入していたヴォイチェフ・シュチェスニーが正GKを務めていたためリーグ戦での出場はなく、UEFAヨーロッパリーグとコッパ・イタリアでプレーした。
2017-18シーズン、シュチェスニーがライバルのユヴェントスに移籍したため正GKとなり、背番号も1番に変更。2017年8月20日のアタランタ戦でセリエAデビューした。セリエA37試合に出場。チャンピオンズリーグも全試合に出場しベスト4に貢献した。

### リヴァプール

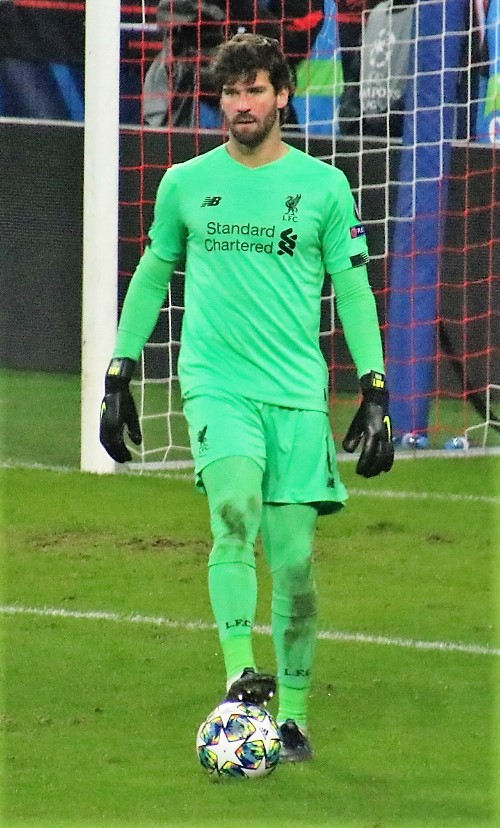
リヴァプールFCでのアリソン　(2019年)

2018年7月19日、イングランド・プレミアリーグのリヴァプールへ完全移籍。移籍金は2018年7月19日の時点でゴールキーパーとして歴代1位となる6250万ユーロ。加入当時はチャンピオンズリーグ決勝戦にて致命的なミスを犯し、退団が濃厚だったカリウスが在籍していたため、背番号は空き番の13番を選択。リーグで最多となる21回のクリーンシート（無失点）を達成し、ゴールデングローブ賞を受賞した。
チャンピオンズリーグ決勝のトッテナム戦では後半エリクセンの枠内FKなど数度の枠内シュートを好セーブで防ぎ、攻撃面でも高精度のフィードでチャンスを演出するなどリヴァプールの優勝に貢献、スカイスポーツのMOMにも選ばれ、ファン投票においてもMOMに選ばれた。一方で4節のレスター・シティFC戦ではペナルティーエリアでボールを保持していたとき、相手をかわそうとして逆にボールを奪われ失点するなどミスもあったが、ユルゲン・クロップからの信頼は変わらなかった。
2019-20シーズンから背番号を1番へ変更した。開幕戦のノリッジ・シティFC戦では先発出場するも、前半のうちに負傷し離脱した。11月30日のブライトン戦では不用意にペナルティエリア外で手を使ってしまい、退場処分を受けた。1月19日のマンチェスターU戦では好守を見せただけでなく、後半ロスタイムにロングキックでサラーの追加点となるゴールをアシストした。シーズン中は怪我で約3ヶ月欠場したが、30年振りとなるリーグ優勝に貢献した。
2020-21シーズン、ウェスト・ブロムウィッチ・アルビオンFC戦で試合終了間際のコーナーキックの際に攻撃参加するとヘディングシュートでプロ入り初ゴールとなる勝ち越しゴールを挙げた。このゴールはリヴァプール史上初となるゴールキーパーによるゴールであった。
2021-22シーズン、リーグ戦では26節のノリッジ戦ではサラーのゴールをアシストした。またクリーンシート数はエデルソンと並んでリーグ最多を記録した。FAカップ決勝のチェルシー戦、マルコス・アロンソの決定機を防ぐと、PK戦ではメイソン・マウントのシュートをセーブして優勝に貢献した。
2022-23シーズン、リーグ第12節のマンチェスター・シティ戦では、正確なロングキックでサラ―の決勝ゴールをアシストした。UEFAチャンピオンズリーグ決勝トーナメント1回戦、レアル・マドリード戦のファーストレグでは、ジョー・ゴメスのバックパスをそのまま蹴ると、これが相手チームのヴィニシウスの体に当たってゴールを許すというミスを犯し、2-2の同点とされると、その後も3失点して2-5で敗れた。

## 代表経歴
2015年10月13日に行われた2018W杯・南米予選のベネズエラ戦で先発出場を果たし代表初キャップを飾った。その後、エデルソン・モラレスらを抑えてレギュラーに定着。2016年には、コパ・アメリカ・センテナリオに出場した。
2018年1月、ブラジル代表のチッチ監督が2018年6月にロシアで開催されるFIFAワールドカップのブラジル代表にアリソンを召集することを明言した。クォーターファイナルでベルギーに敗退したが、全ての試合で先発フル出場した。
コパ・アメリカ2019ではパラグアイ戦で0-0からのPK戦でPKを止め、ブラジルのベスト4入りの立役者になった。続く準決勝アルゼンチン戦ではリオネル・メッシのFKをキャッチするなど印象的な活躍を見せ決勝進出までの5試合全てを無失点に抑えた。大会を通じて失点を許したのはPKによる1失点のみで勢いそのままに大会最優秀GKに選出された。
2022年11月7日、W杯カタール大会に向けたメンバーの1人に選ばれた。
2024年5月、コパ・アメリカ2024に出場するブラジル代表メンバーに選出された。

## 人物
- 2018年にリヴァプールFCに加入した際、2018 FIFAワールドカップ前のブラジル代表の合宿中に、ロベルト・フィルミーノから「君はリヴァプールに来るべきだ」と勧誘されていたと言われている[38][39]。
- ドイツ系ブラジル人である[40]。

## 個人成績

### クラブ
2023-24シーズン終了時点
| クラブ             | シーズン     | リーグ         | リーグ戦 | リーグ戦 | 州選手権 | 州選手権 | カップ戦 | カップ戦 | リーグカップ | リーグカップ | 国際大会 | 国際大会 | その他 | その他 | 合計 | 合計 |
| クラブ             | シーズン     | リーグ         | 出場     | 得点     | 出場     | 得点     | 出場     | 得点     | 出場         | 得点         | 出場     | 得点     | 出場   | 得点   | 出場 | 得点 |
| ------------------ | ------------ | -------------- | -------- | -------- | -------- | -------- | -------- | -------- | ------------ | ------------ | -------- | -------- | ------ | ------ | ---- | ---- |
| インテルナシオナル | 2013         | セリエA        | 6        | 0        | 1        | 0        | 2        | 0        | -            | -            | -        | -        | -      | -      | 9    | 0    |
| インテルナシオナル | 2014         | セリエA        | 11       | 0        | 3        | 0        | 0        | 0        | -            | -            | -        | -        | -      | -      | 14   | 0    |
| インテルナシオナル | 2015         | セリエA        | 26       | 0        | 15       | 0        | 4        | 0        | -            | -            | 12       | 0        | -      | -      | 57   | 0    |
| インテルナシオナル | 2016         | セリエA        | 1        | 0        | 17       | 0        | 0        | 0        | -            | -            | -        | -        | 3      | 0      | 21   | 0    |
| インテルナシオナル | 通算         | 通算           | 44       | 0        | 36       | 0        | 6        | 0        | -            | -            | 12       | 0        | 3      | 0      | 101  | 0    |
| ローマ             | 2016-17      | セリエA        | 0        | 0        | -        | -        | 4        | 0        | -            | -            | 11       | 0        | -      | -      | 15   | 0    |
| ローマ             | 2017-18      | セリエA        | 37       | 0        | -        | -        | 0        | 0        | -            | -            | 12       | 0        | -      | -      | 49   | 0    |
| ローマ             | 通算         | 通算           | 37       | 0        | -        | -        | 4        | 0        | -            | -            | 23       | 0        | -      | -      | 64   | 0    |
| リヴァプール       | 2018-19      | プレミアリーグ | 38       | 0        | -        | -        | 0        | 0        | 0            | 0            | 13       | 0        | -      | -      | 51   | 0    |
| リヴァプール       | 2019-20      | プレミアリーグ | 29       | 0        | -        | -        | 0        | 0        | 0            | 0            | 5        | 0        | 3      | 0      | 37   | 0    |
| リヴァプール       | 2020-21      | プレミアリーグ | 33       | 1        | -        | -        | 1        | 0        | 0            | 0            | 7        | 0        | 1      | 0      | 42   | 1    |
| リヴァプール       | 2021-22      | プレミアリーグ | 36       | 0        | -        | -        | 4        | 0        | 1            | 0            | 13       | 0        | -      | -      | 54   | 0    |
| リヴァプール       | 2022-23      | プレミアリーグ | 37       | 0        | -        | -        | 2        | 0        | 0            | 0            | 8        | 0        | 0      | 0      | 47   | 0    |
| リヴァプール       | 2023-24      | プレミアリーグ | 28       | 0        | -        | -        | 2        | 0        | 0            | 0            | 2        | 0        | 0      | 0      | 32   | 0    |
| リヴァプール       | 通算         | 通算           | 201      | 1        | -        | -        | 9        | 0        | 1            | 0            | 48       | 0        | 4      | 0      | 263  | 1    |
| キャリア通算       | キャリア通算 | キャリア通算   | 282      | 1        | 36       | 0        | 19       | 0        | 1            | 0            | 83       | 0        | 7      | 0      | 428  | 1    |

### 代表
出場大会
- ブラジル代表

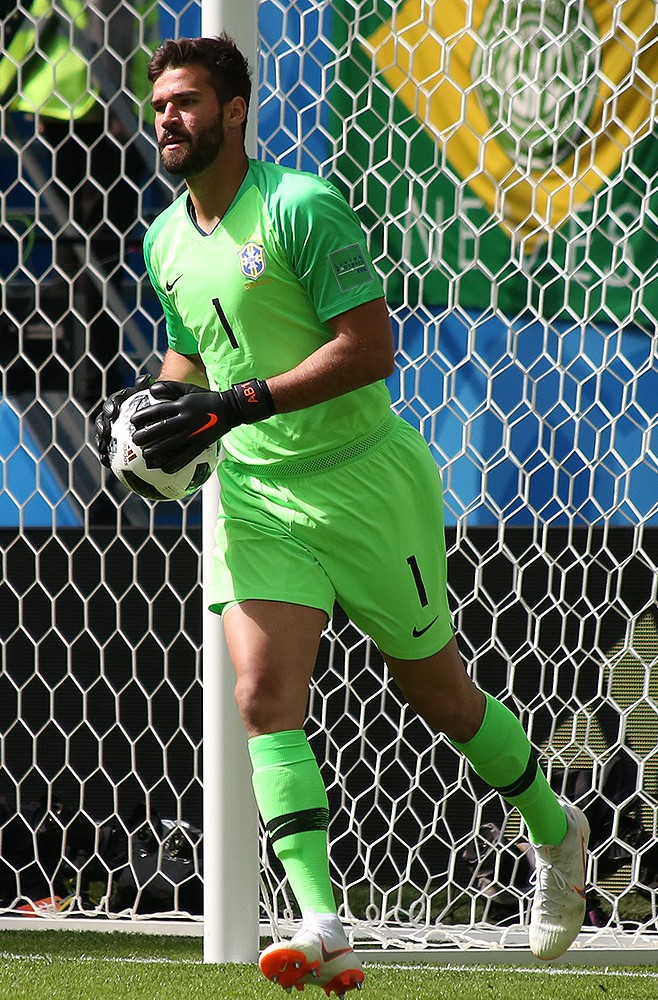
2018 FIFAワールドカップでのアリソン

  - 2016年 - コパ・アメリカ・センテナリオ（グループリーグ敗退）
  - 2018年 - 2018 FIFAワールドカップ（ベスト8）
  - 2019年 - コパ・アメリカ2019（優勝）
  - 2021年 - コパ・アメリカ2021（準優勝）
  - 2022年 - 2022 FIFAワールドカップ（ベスト8）

試合数
- 国際Aマッチ 63試合 0得点（2015年 - ）[42]

| ブラジル代表 | 国際Aマッチ | 国際Aマッチ |
| 年           | 出場        | 得点        |
| ------------ | ----------- | ----------- |
| 2015         | 3           | 0           |
| 2016         | 12          | 0           |
| 2017         | 7           | 0           |
| 2018         | 12          | 0           |
| 2019         | 10          | 0           |
| 2020         | 0           | 0           |
| 2021         | 7           | 0           |
| 2022         | 10          | 0           |
| 2023         | 2           | 0           |
| 2024         |             |             |
| 通算         | 63          | 0           |

## タイトル

### クラブ
インテルナシオナル
- カンピオナート・ガウショ：4回 (2013, 2014, 2015, 2016)

リヴァプール
- UEFAチャンピオンズリーグ：(2018-19)
- FIFAクラブワールドカップ：(2019)
- プレミアリーグ : (2019-20, 2024-25)
- FAカップ : (2021-22)
- EFLカップ : (2021-22)
- FAコミュニティ・シールド：2022

### 代表
U-23ブラジル代表
- トゥーロン国際大会 : (2013)

ブラジル代表
- コパ・アメリカ： (2019)

### 個人
- セリエA年間最優秀GK : (2017-18)
- プレミアリーグ・ゴールデングローブ：2回 (2018-19, 2021-22)
- PFA年間ベストイレブン : 2021-2022
- UEFAチャンピオンズリーグゴールデングローブ : 2018-19
- コパ・アメリカ2019ゴールデングローブ賞 : 2019
- ヤシン・トロフィー(2019)
- UEFAクラブ・フットボール・アワード最優秀GK賞 : 2018-19